# لونج كلاوسون
لونج كلاوسون Long Clawson هي قرية و أبرشية مدنية سابقة، أصبحت الآن جزءًا من أبرشية "كلاوسون، هوز، وهاربي"، وتقع في منطقة ميلتون بمقاطعة ليسترشير، إنجلترا. تقع القرية في وادي بيلفوار، وهي محاطة بأراضٍ زراعية ذات تربة خصبة مثالية للرعي. ويُستخدم الحليب من المزارع المحلية في صناعة جبن ستيلتون، وتُعدّ شركة لونج كلاوسون للألبان واحدة من أكبر المنتجين لهذا النوع من الجبن. في عام 1931، بلغ عدد سكان القرية المدنية 664 نسمة.
تُعدّ لونج كلاوسون ديري واحدة من ستة مواقع فقط في إنجلترا يُصنع فيها جبن ستيلتون، وقد تأسست عام 1911 على يد اثني عشر مزارعًا من وادي بيلفوار. وقد ازدهرت الشركة منذ ذلك الحين، وهي تُزوَّد اليوم بالحليب من أكثر من 40 مزرعة تقع جميعها ضمن مقاطعات ليسترشير أو نوتنغهامشير أو ديربيشير
وتتراوح كمية الإنتاج السنوي من الحليب في هذه المزارع بين 350 ألف وحتى أكثر من 4 ملايين لتر. ويعمل في المصنع حوالي 200 موظف لإنتاج نحو 6,700 طن من الجبن سنويًا، تتوزع على 60 نوعًا مختلفًا. وتشكل الصادرات حوالي 20% من مبيعات الشركة، والتي بلغت نحو 54 مليون جنيه إسترليني في عام 2008. وتنتج الشركة حاليًا نحو 65% من إجمالي 9000 طن من جبن ستيلتون المُباع.